# Csapó Dániel
Tagyosi Csapó Dániel (Győr, 1778. március 21. – Pest, 1844. augusztus 5.) reformkori politikus, mezőgazdasági szakember, Tolna vármegye alispánja, országgyűlési követ, földbirtokos.

## Életpályája
Jómódú köznemesi családban született. A tehetséges gyermek iskoláit részben Tolna megyében, részben Győrben végezte, ahol jogot is tanult. Iskolái elvégzése után, fiatalon bekapcsolódott Tolna megye közéletébe. Tisztként vett részt az 1809. évi utolsó nemesi felkelésben, amelyet Napóleon császár seregei ellen szólítottak fegyverbe. Megjárva a megyei közigazgatás alsóbb tisztségeit, életének derekán, 1827-ben Tolna megye első alispánjává választották. Családja és ő maga a tehetős tolnai köznemeseknek abba a csoportjába tartozott, amelyik a reformkor eszmei és gyakorlati előkészítésében, majd a reformmozgalom kibontakoztatásában mind a megyei, mind pedig az országos fórumokon jelentős érdemeket szerzett. Tolna megyében ebből a köznemesi csoportból is kiemelkedett a Csapó, a Bezerédj, a Perczel és a Dőry család.
Csapó Dániel a Sopron megyéből ide került Bezerédj Istvánnal már 1819-től szoros barátságban és eszmetartási szövetségben dolgozott. Együttműködésük egyik fő tere a liberális eszmék terjesztése volt. Csapó Dániel már az 1820-as évek elején felismerte a feudális viszonyok tarthatatlanságát, fokozatos megreformálásuknak szükségességét. Nézeteit egyre határozottabban hangoztatta a megyei közgyűléseken, s Bezerédj Istvánnal ennek jegyében próbálták a megyei közéletet javaslataikkal befolyásolni. Gazdaságának korszerűsítésében szerzett érdemei és a közéleti szereplés elismeréseként választották meg 1827-ben az első alispáni posztra, s viselhette tisztségét 9 éven át. Ugyanannak köszönhette azt is, hogy az 1830. évi, majd az 1832-36. évi országgyűlésekre Bezerédj István mellett éppen őt választotta a megye másik követének. Mint Tolna megye követe, mindkét országgyűlésen a szabadelvű eszméket hirdetők táborába tartozott. Követi működése főként a mezőgazdaság fejlesztését bénító kötöttségek fokozatos felszámolására, a növénytermesztés, ezen belül is az ipari növények termesztésének és a belterjes állattenyésztés fellendítésére. s mindezek szerves részeként a jobbágyság helyzetének megváltoztatására, végső fokon tehát a felszabadítására, az örökváltság elvének törvénybe iktatására irányult. Tevékeny részt vállalt mindabban, amik „különösen a földművelő nép állapotának javítására a törvényhozás útján, és kiválótag gróf Széchenyi István mozgatására, a társadalmi téren megindultak.”
Legnagyobb sikereit azonban a mezőgazdaság korszerűsítése terén kifejtett tevékenységével érte el. Munkássága három nagyobb területre terjedt ki: saját gazdaságainak, és a megye mezőgazdaságának a fejlesztésére, illetve az Országos Magyar Gazdasági Egyesület létrehozására és tevékenységének kiszélesítésére. A megye egyik jómódú földesura-földbirtokosa lévén, saját gazdaságait, az általa elítélt feudális keretek közt ugyan, de a legkorszerűbben felszerelt termelő üzemekké fejlesztette. Tagosított majorságaiban korszerű gazdasági épületeket építtetett, bérmunkát és fejlettebb eszközöket alkalmazott, újfajta növényekkel és termelési eljárásokkal kísérletezett. Nagy gondot fordított az állatállomány felfrissítésére, a jobb fajták kitenyésztésére. a korszerűbb tartásmódra. Tengelicpusztai majorságát mindezek együttes alkalmazásában elért eredményei országosan híres gazdasággá tették. Különösen híressé vált juhászata, amelynek felfrissítése és átalakítása érdekében 200 aranyért vásárolt egy fiatal kost a híres tótmegyeri juhászatból. Birtokainak egy része a Duna-melléki futóhomokos zónába esett. Csapó Dániel nálunk az elsők között vállalkozott a futóhomok megkötésére, hasznosíthatóvá tételére. Homokkötés céljából birtokaira fenyveserdő-sávokat telepített. Kettős sikerrel: megfékezte a pusztító futóhomokot, egyúttal új erdei faféleségeket honosított meg azon a vidéken.
Az alispánsága alatt foganatosított intézkedéseinek nagyobb része is a mezei gazdálkodás fellendítését szolgálta, Széchenyi elgondolásait követve, a lótenyésztést ő is a nemzetgazdaság egyik legfőbb ágazatának tekintette, ezért nagy gondot fordított a lótenyésztés előmozdítására. Tolna megyében sikerült elérnie, hogy a módosabb falvak tiszta vérű méneket vásároljanak a lóállomány feljavítása és egységesebbé tétele érdekében. Serkenteni kívánta a lótenyésztést azzal is, hogy a szép és nemesvérű csikókat felnevelő gazdákat megjutalmaztatta. Akárcsak Széchenyi, megyéjében és birtokain messzemenően támogatta a selyemhernyótenyésztést. Közvetve a hazai ipar fellendítését szolgálta a dohánytermesztés ügyében kifejtett tevékenysége is. Felismerve, hogy a Tolna megyei talaj- és éghajlat kiválóan alkalmas a dohánytermesztésre, a termelőnek pedig tekintélyes jövedelemtöbbletet tud biztosítani, ezért nemesebb és jobban termő dohánymagfajtákat hozatott Amerikából, honosított meg a megyében. Hasonló célokból karolta fel a kendertermesztés ügyét is. Az agrártermékek körének kiszélesítésén túlmenően nagy szerepet szánt volna a kendernek az agrárexportban is. Egyezően a dohánnyal, ugyancsak nemesebb magfajták beszerzésével és termelési kísérletek beindításával törekedett előmozdítani a korszerűbb kendertermesztés kiszélesítését. A kísérleteket más-más vidékeken és más-más talajokon végeztette. hogy a kender termesztése minél általánosabban elterjeszthető legyen.
Az agrártermelés fejlesztését célzó tevékenységének fontos területe volt az Országos Magyar Gazdasági Egyesület (OMGE) keretei között végzett munka. A kezdeményező Széchenyihez csakhamar csatlakozva, részt vett az egyesület első szervezeteinek létrehozásában. Tagja lett az induló szervezet, az "Állattartó Társaság"-nak. A belőle kifejlődött OMGE alapító tagjainak sorában éppúgy ott található, mint annak első választmányában és elnökségében. Az egyesületben kifejtett aktív és pártatlan közreműködését méltányolva 1839-ben annak alelnökévé választották. Tisztségét haláláig, 1844-ig viselte. Az alelnöki teendők ellátása mellett nagy ügybuzgalommal vett részt az egyesület különböző szakosztályainak létrehozásában és azok gyakorlati kérdéseket vitató tevékenységében. Egyik kidolgozója volt az OMGE által az országgyűléshez felterjesztett rétöntözési törvényjavaslatnak. Ugyancsak szorgalmazója és előterjesztője volt annak az emlékiratnak, amelyet az OMGE az egyesület részére létesítendő országos segély megalapítása és egy központi gazdasági tanintézet felállítása tárgyában készített az országgyűlésnek. A halál is a szóban forgó emlékirat ügyében kifejtett tevékenység közben érte Pesten, 1844. augusztus 5-én.
A közéleti, a szervező és gyakorló gazda jóval szerényebb szakírói tevékenysége is az OMGE keretei között kapott fórumot. A mezőgazdaság egyes részkérdéseiről írt cikkei főként az OMGE lapjában, a "Magyar Gazdá"-ban, ezt megelőzően pedig a "Gazdasági Tudósítások"-ban (1839, 1842) jelentek meg. Hatásában azonban sokkal fontosabb volt az a népszerű ismeretterjesztő kiadvány, amelyik a halála előtti évben, 1843-ban látott napvilágot. Klauzál Imre kezdeményezésére az OMGE 1840. június 6-ai közgyűlésén pályázatot hirdetett népszerű, könnyen érthető gazdasági kézikönyv elkészítésére. A kézikönyvpályázatra 13 pályamunka érkezett, elbírálóik Csapó Dániel mellett Bezerédj István és Klauzál Imre voltak. A pályamunkák közül végül is hármat találtak díjazásra alkalmasnak a bírálók: Tahy Emánuel pusztamonostori jószágigazgató, Karika Pál nagykőrösi gazdasági tanár és Gáborjáni Szentmiklósy Sámuel újbarsi református segédlelkész műveit. Ebből a három pályamunkából válogatta össze, dolgozta fel Csapó Dániel annak a népszerű munkának az anyagát, amelyet az OMGE "Gazdasági kistükör" alatt jelentetett meg 1843-ban. A munka előbb a talajviszonyokkal és földműveléssel (talajművelés, növénytermesztés) kapcsolatos tudnivalókat foglalta össze kérdés-felelet formában, közérthető nyelven. Ezt követően az állattenyésztés, ezen belül is az egyes háziállatok tenyésztésével és tartásával, majd az egyes kertészeti növények termesztésével, végül a háztartással és a házi iparokkal kapcsolatos ismereteket dolgozta fel a mezőgazdasági szakismeretek korabeli szintjén. Ez a munka nem csupán ismeretterjesztő feladatokat volt hivatva ellátni, hanem egyúttal (elemi és földmíves) iskolai tankönyvnek is szánták. A naptáraknál ténylegesen nívósabb kiadványt először 3000 példányban jelentették meg 1843 elején. A könyv kelendősége magát a kiadót is meglepte: 1846-ig hat újabb kiadást ért meg 3000-3000-es példányszámban. A munka további kiadását 1846-ban az OMGE közgyűlése a pályázati jutalmakra kifizetett 130 arany visszatérítése ellenében – átruházta a Helytartótanácsra.
Csapó Dániel a mezőgazdaság fejlesztésében és az ismeretek terjesztésében szerzett érdemei és korszerű nézetei alapján méltán foglal helyet a reformmozgalom, egy nagy nemzedék tagjai sorában.

## Házassága és gyermekei
Felesége tengeliczi Gindly Katalin Julianna Anna (Győr, 1787. január 7.–Tengelic, 1854. augusztus 30.) asszony, akinek a szülei tengeliczi Gindly Károly (1737–1805), királyi udvarnok, királyi asztalnok, földbirtokos és a tekintélyes nemesi barkóczi Rosty család sarja barkóczi Rosty Antónia (1755–1797) voltak. Csapó Dániel és Gindly Katalin frigyéből született:
- Csapó Ida (Tolna, 1807. augusztus 31.–Pest, 1856. november 15.). Férje: nemeskéri Kiss Pál Ferenc Ciprián (Miszla, 1799. március 13.–Miszla, 1863. október 21.), császári és királyi kamarás, Fiume kormányzója 1837. és 1848. április 22 között, földbirtokos.[4]

## Emlékezete
Nevét viseli a Szekszárd-Palánkon működő Csapó Dániel Középiskola, Mezőgazdasági Szakképző Iskola és Kollégium.

## Főbb munkái
- Gazdasági kistükör. Falusi ifjúság számára Karika Pál, Szentmiklósy Sámuel és Tahy Emmánuel munkáiból szerkesztve. Buda, 1843. 172 lap.